# کنستانتین ملادزه
کنستانتین ملادزه (روسی: Константин Шотаевич Меладзе؛ زادهٔ ۱۱ مهٔ ۱۹۶۳) موسیقی‌دان اهل گرجستان است.